# Helmut King

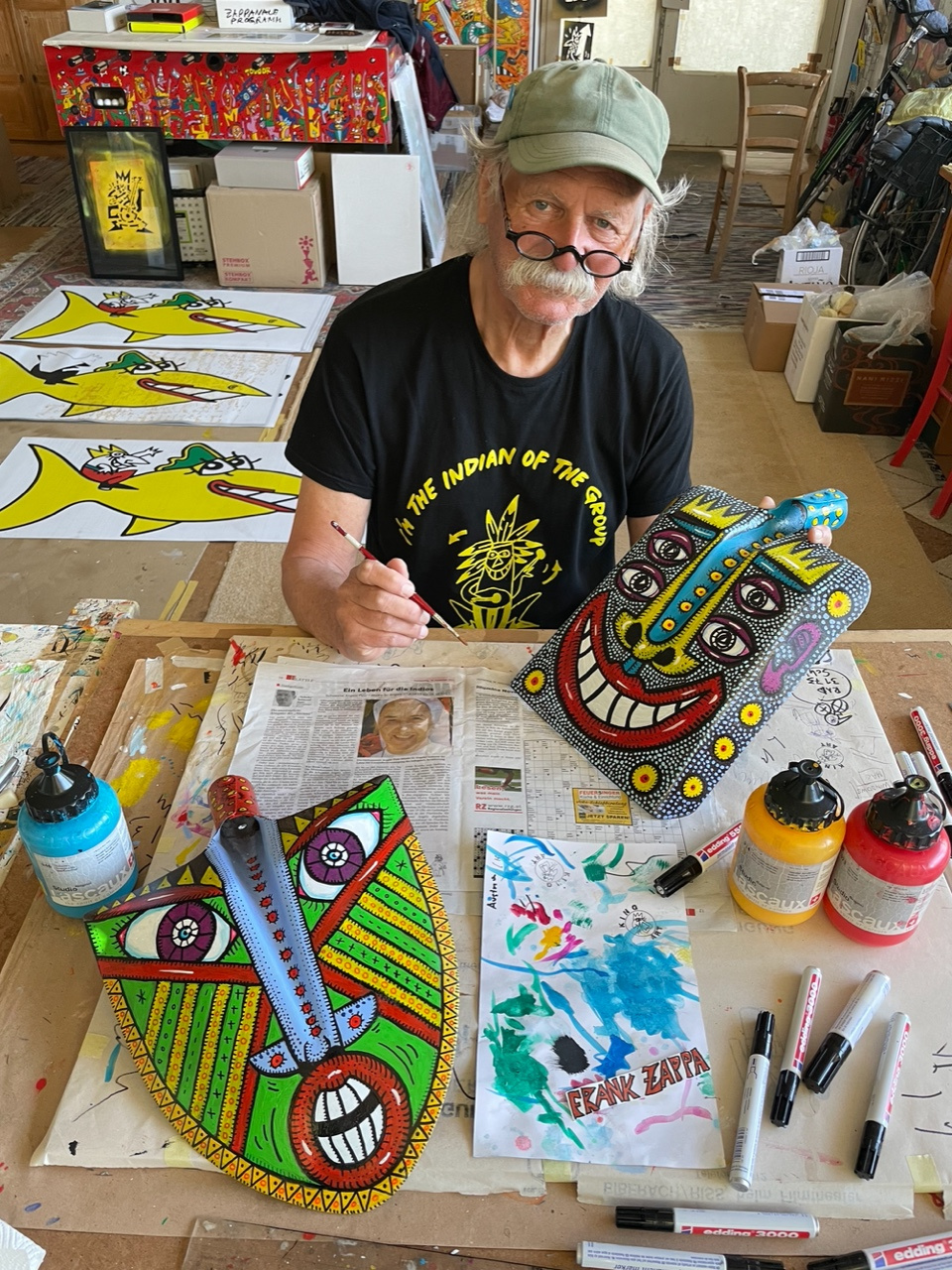
Helmut King (2022)

Helmut King (* 24. Juni 1950 in Hard) ist ein österreichischer Zeichner und Maler.
Helmut King ist seit 1967 künstlerisch als Autodidakt tätig. Er erhielt 2000 ein Stipendium des Landes Vorarlberg und ging für einen Studienaufenthalt nach Pyrgi auf der griechischen Insel Chios.

## Künstlerische Entwicklung
King malt die unterschiedlichsten Formate, vom kleinen Button zu großformatigen Bildern. Er bemalt T-Shirts, Segel, Gartenzwerge, Musikinstrumente, Hirschgeweihe und Polizeihelme, was den bemalten Gegenständen einen ganz anderen Charakter gibt und sie auch ironisiert.

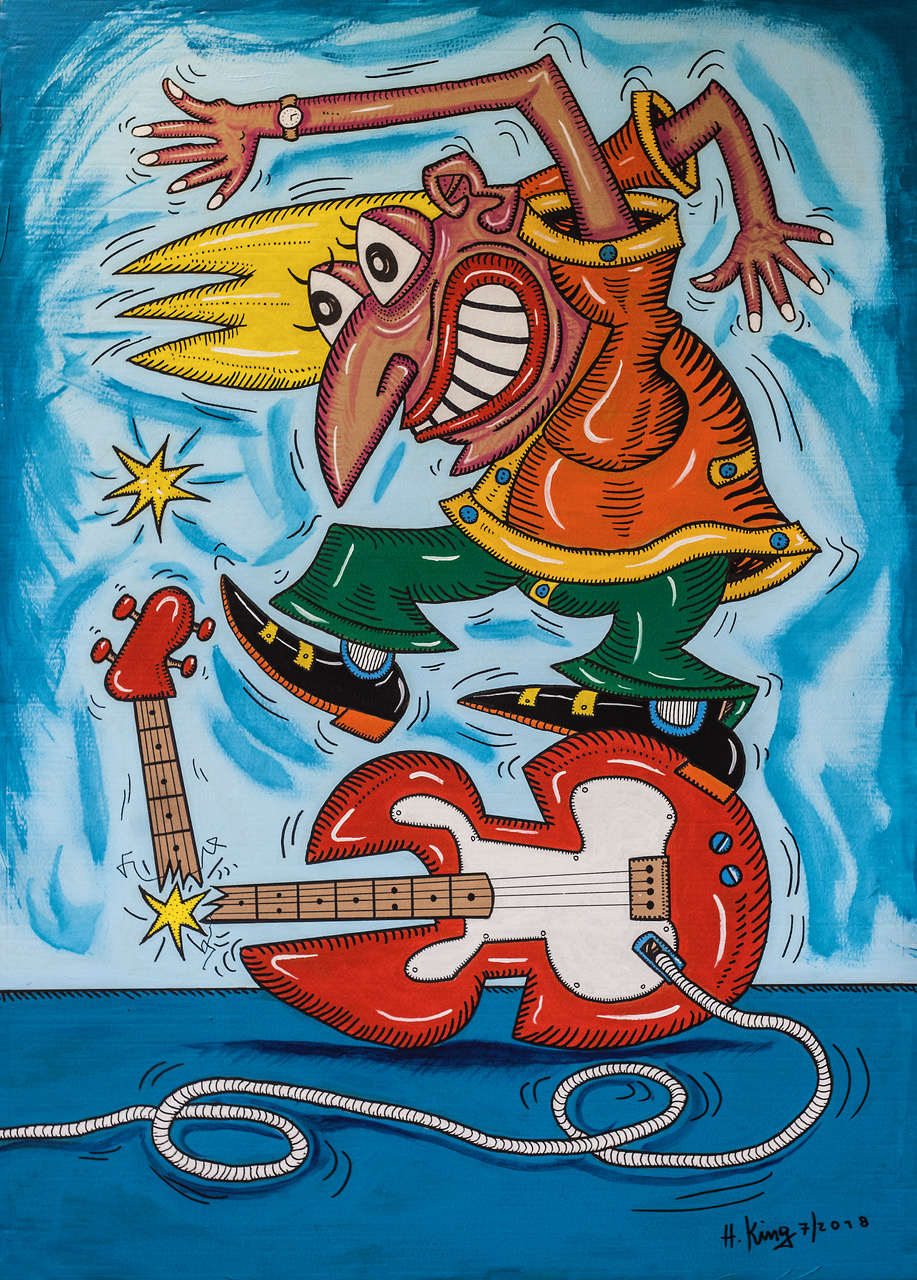
Gitarrist

Helmut King hat Schlüsselszenen der Rocking Sixties und Seventies in einem umfangreichen Werkzyklus festgehalten. Grell, bunt, schrill, kantig. Jedes Bild enthält comicartig eine Unmenge von Details. Er erzählt mit seinen Gemälden und Zeichnungen richtige Stories.
Helmut King stellte in Österreich, Deutschland, der Schweiz, Italien, Liechtenstein und Armenien aus.

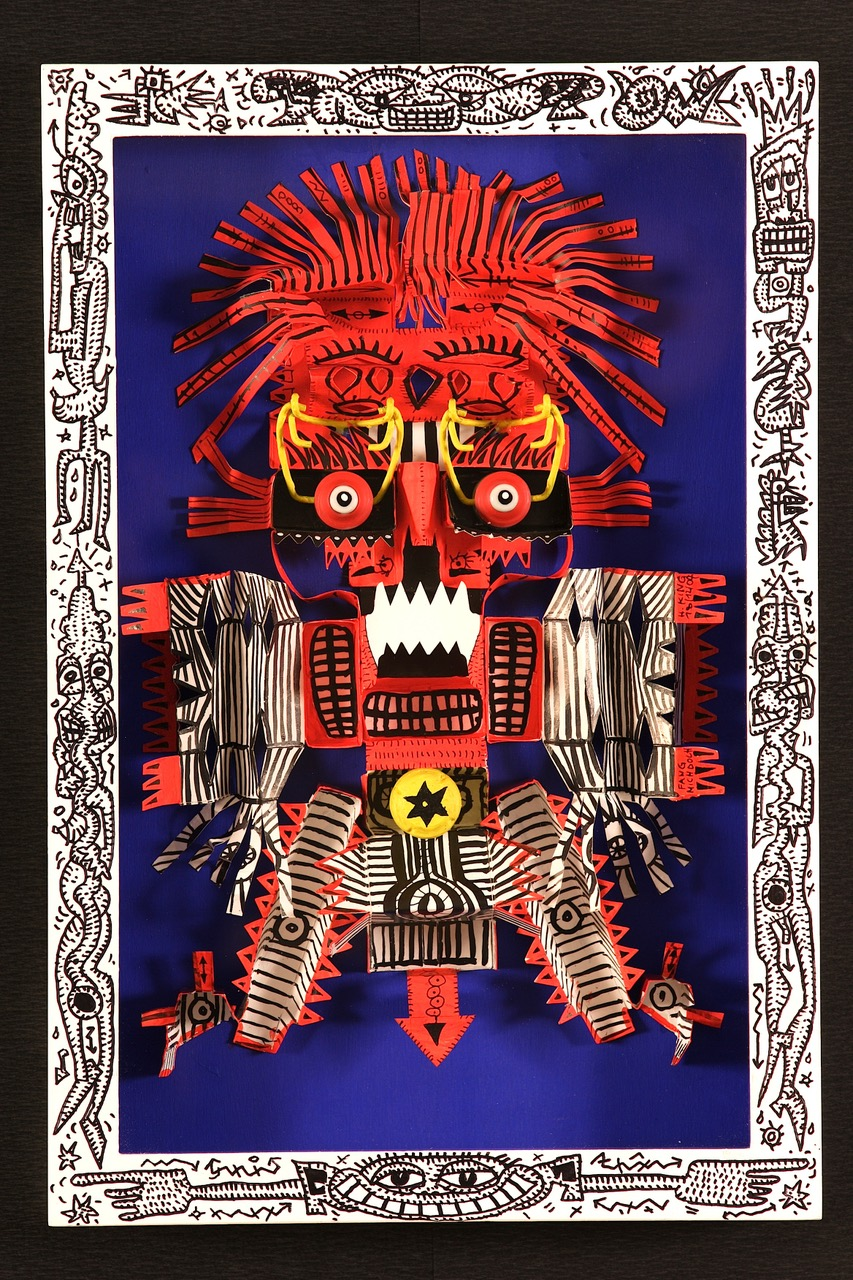
Cigarette Box people

## Cigarette Box People und Kretzer Währung
„In der Bregenzer Bar mit dem seltsamen Namen 'Finanzamt' faltet Helmut King eine Zigarettenschachtel auseinander, weil er sehen will, wie so etwas eigentlich gemacht wird. Der entfaltete Karton hat die Form eines kubistischen Männchens. King, nicht faul in optischen Angelegenheiten, lässt sich eine Schere geben und verpasst der Gestalt Bein, nimmt einen Kuli und beginnt zu kritzeln. Wenig später liegt der erste Vertreter der CIGARETTE BOX PEOPLE vor ihm auf dem Tresen“.
Das Ergebnis regte ihn zu weiteren Versuchen an. Als Nichtraucher war da das Beschaffungsproblem leerer Zigarettenschachteln, also ließ er sich unter dem Motto „Smoke for King“ das Material für seine Cigarette Box People zukommen. Der Zyklus in verglasten Holzkästen umfasst mittlerweile 130 Objekte.

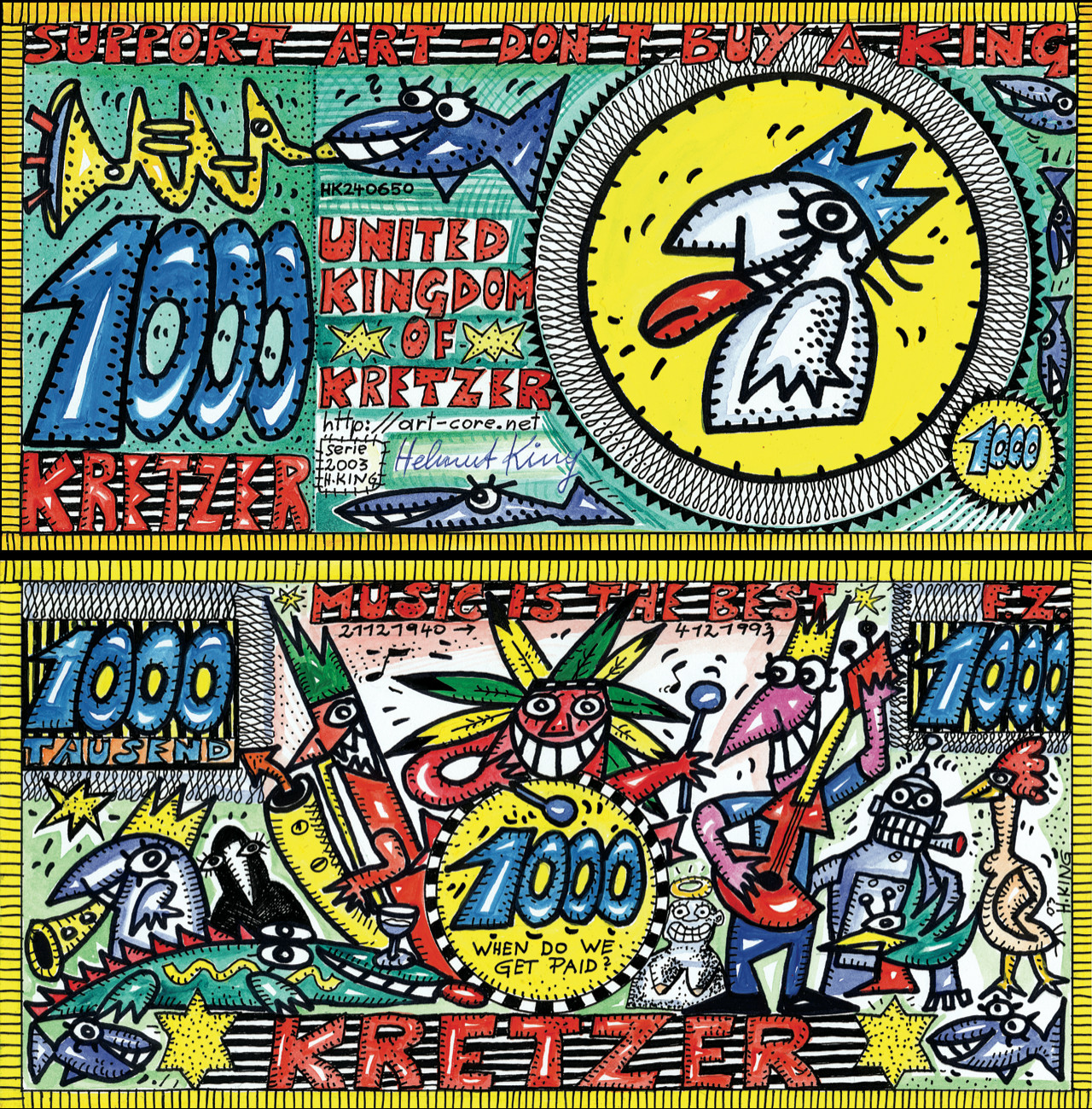
1000er Kretzer

„Anlässlich der 50. Biennale Venedig im Jahr 2003 und auf Anregung von Piermario Ciani hatte King zunächst nur einen 50 Kretzer-Schein entworfen („Kretzer“ = Synonym für Barsch und Name einer Bregenzer Künstlergruppe, der er angehörte) und, gemeinsam mit anderen Künstlern und ihren Währungen in einer Performance an Passanten verteilt. Er entwickelte sodann eine komplette Serie in den Wertstufen 5, 10, 20, 50, 100, 200, 500, 1000 Kretzer.“ Diese Währung brachte er am 1. August 2003 erfolgreich in Umlauf, als im Rahmen eines Events (Performance) in der Bregenzer Raiffeisenbank echte Banknoten gegen Kretzer-Scheine getauscht werden konnten.
Thematisch geht es um Sex, Drugs and Rock ’n’ Roll, viele Anspielungen auf Frank Zappa und seine Musik sind zu erkennen. Der Kingsche Kretzer zählte zu den Publikums-Favoriten der Ausstellungen „Kunst prägt Geld: Muse, Macht, Moneten“ 2016/17 im Berliner Bode-Museum und „Geld-Wahn-Sinn: die Sammlung Haupt in den Reinbeckhallen Berlin“.

## Zappa als Inspiration

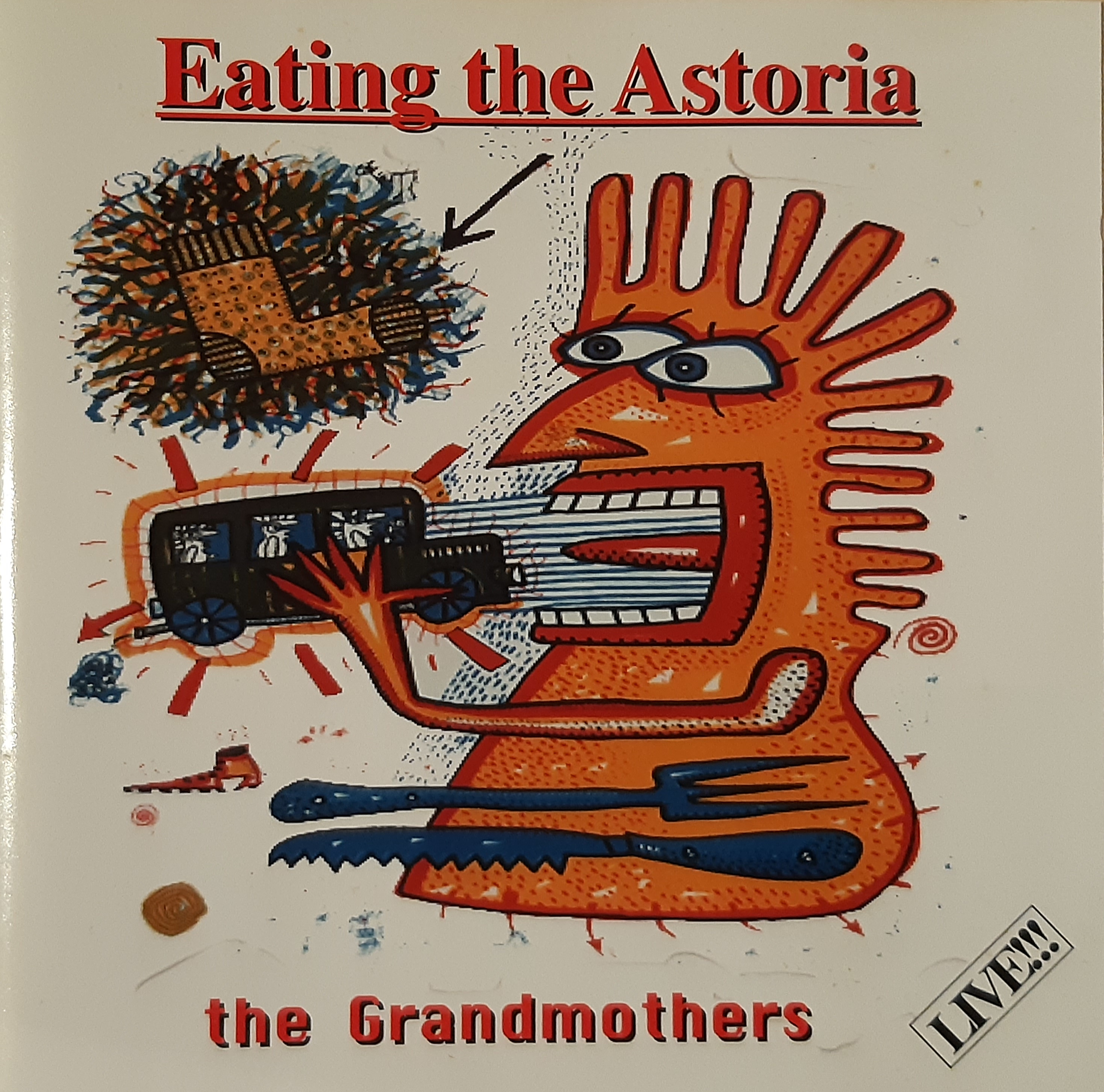
CD-Cover

Mit dem 1966 erschienenen ersten Album „Freak Out!“ von Frank Zappa mit The Mothers of Invention wurde King zum Fan dieses exzentrischen, rebellischen und genialen Musikers. Mit dem Schlagzeuger, den er 1998 kennen lernte, verband ihn eine lange Freundschaft. „Hi, boys and girls, I'm Jimmy Carl Black and I'm the indian of the group“ ist ein Zitat vom Album We’re Only in It for the Money und taucht immer wieder in Kings Werk auf. So präsentierte er im April 2000 die Kunstkassette „I'M THE INDIAN OF THE GROUP“, die neben verschiedenen Gimmicks hochwertige Siebdrucke enthält. „Bei den Motiven setzte ich zehn verschiedene Musikstücke von Frank Zappa bildnerisch um, an welchen Jimmy Carl Black mitwirkte“, erklärt King. Die illustrierten Stücke zeigen sich grell-bunt, verspielt und witzig, eindeutig zweideutig – wie man es von King – und von Zappa – gewohnt ist (Zappanale Ausstellungskatalog 2009).
Helmut Kings Liebe zu Zappas Musik führte ihn zur Zappanale, einem seit 1990 jährlich in Bad Doberan stattfindenden Festival mit zappaesker Musik. Im Umfeld der Konzerte gibt es immer Ausstellungen, auf denen King seit 2009 vertreten ist. So zeigte er 2019 auf zehn großformatigen Acrylbildern „The Audition“, die das Vorspiel verschiedener Gitarristen bei Zappa zeigen (Zappanale Ausstellungskatalog 2019). Er hat auch die Grafik beigesteuert zum Buch „We are the other people“, das die Geschichte der Zappanale beschreibt. Bekannt wurden auch verschiedene von ihm gestaltete CD- und Platten-Cover, wie z. B. „Eating the Astoria“ von den Grandmothers und „Hamburger Midnight“ von BEP.

## Einzelausstellungen (Auswahl)
- 1975 Zentrum 107, Innsbruck, A
- 1991 Parkgalerie St. Margarethen, CH
- 1992 Studio Aller Art, Bludenz, A
- 1996 Galerie Schneeberger, St. Gallen, CH
- 1998 ORF Landesstudio, Dornbirn, A
- 2000 Kunsttempel, Kassel, D
- 2003 Parco Foundation, Casier, I
- 2003 Fachhochschule Vaduz, LI
- 2006 Galerie Arthouse, Bregenz, A
- 2007 Kulturzentrum BÜZ, Minden, D
- 2007 KUB-Billboards, Kunsthaus Bregenz, A[10]
- 2011 Galerie 60, Feldkirch, A
- 2021 Galerie 9+20, Bregenz, A
- 2023 Theaterhaus Stuttgart, D[11][12][13]

## Gemeinschaftsausstellungen (Auswahl)
- 1970 Rathaus Lindau, D
- 1971 Sezession, Wien, A
- 1972 Bodenseemuseum, Friedrichshafen, D
- 1974 Schloss Meersburg, D
- 1988 Haus der Freundschaft, Erewan, ARM
- 2004 Kunsthalle Wien, A
- ab 2009 Zappanale, Bad Doberan, D
- 2016/17 Bode-Museum Berlin, D[14]
- 2018 Speyer, D[15]
- 2019–2023 Sammlung Haupt, Stuttgart, D[16]
- 2021 Galerie 9und20 Bregenz, D[17][18]